# 盧道哲
盧道哲（韓語：노도철，1971年—），韓國電視劇導演。

## 作品列表

### 電視劇
- 2005年：MBC《你好!弗蘭西斯卡2》
- 2006年：MBC《靈魂伴侶》
- 2008年：MBC《我們的快樂事》
- 2008年：MBC《急診室的春天》
- 2011年：MBC《一閃一閃亮晶晶》
- 2014年：MBC《媽媽的庭院》
- 2017年：MBC《君主－假面的主人》
- 2018年：MBC《檢法男女》
- 2019年：MBC《檢法男女2》
- 2022年：tvN《Kill Heel》

### 製作人作品
- 2015年：MBC《媽媽》

## 外部連結
- NAVER （页面存档备份，存于）